# Paranerita maculata
Paranerita maculata là một loài bướm đêm thuộc phân họ Arctiinae, họ Erebidae.